# Шоу, Стефан
Стефан Шоу (англ. Stephan Shaw; род. 20 сентября 1992, Сент-Луис, Миссури, США) — американский боксёр-профессионал, выступающий в тяжёлой весовой категории. Бронзовый призёр национального турнира «Золотые перчатки» (2013), четырехкратный чемпион национальных первенств США в любителях.
Лучшая позиция по рейтингу BoxRec — 22-я (январь 2023) и являлся 3-м среди американских боксёров тяжёлой весовой категории

## Биография
Стефан Шоу родился 20 сентября 1992 года в городе Сент-Луис штата Миссури в США. Выпускник средней школы Хейзелвуд в Сент-Луисе.

## Любительская карьера
Стефан Шоу начал заниматься боксом в 10 лет под руководством своего деда, бывшего боксёра — Бадди Шоу (англ. Buddy Shaw).
В 2012 году принимал участие в турнире «Золотые перчатки» и остановился на стадии третьего круга. В 2013 году дошёл до стадии полуфинала престижного турнира и завоевал бронзовую награду. В этом же году победил на национальном турнире США и национальном турнире PAL (Атлетической полицейской лиги) в тяжёлом весе.
В течение любительской карьеры провёл 60 боёв (51 из них выиграв), четырежды становился чемпионом национальных первенств страны и, к тому времени, когда ему исполнилось 19 лет — являлся запасным в Олимпийскую сборную США.

## Профессиональная карьера
В конце 2013 года он принял решение перейти в профессионалы и подписал пятилетний контракт с Элом Хэймоном. Тренируется он под руководством ученика Бадди Шоу — Башира Абдуллы и под руководством Кевина Каннингема.
13 декабря 2013 года он провёл дебютный бой на профессиональном ринге, победив нокаутом в 1-м раунде американского боксёра Хосе Анхеля Эрмосильо (0-1).
7 февраля 2018 года, в 10-м профессиональном бою, Стефану Шоу противостоял американец Джоэл Коудли (7-1-1). И бой прошёл все запланированные 6-ть раундов, и был достаточно конкурентным, после чего судьи единогласным решением присудили победу Стефану Шоу (счёт: 59—55, 60 —54 дважды), но сторона противника после опротестовала решение судей и в результате бой был признан не состоявшимся (NC).
На протяжении карьеры неоднократно был в тренировочном лагере и проводил спарринги с чемпионом мира американцем Деонтеем Уайлдером и с такими известными боксёрами как бывший чемпион мира Чарльз Мартин и Доминик Бризил.
В 2018 году Стефан Шоу подписал долгосрочный контракт с промоутерской компанией Лу ДиБеллы — DiBella Entertainment. Его менеджером является — Дэвид МакУотер.
17 декабря 2020 года в Лос-Анджелесе (США) единогласным решением судей (счёт: 80 —72 трижды) победил опытного украинца Любомира Пинчука (12-1-1).
29 января 2022 года в городе Талса (США) досрочно техническим нокаутом в 8-м раунде победил опытного соотечественника Джоуи Давейко (21-9-4).
22 ноября 2022 года в Нью-Йорке (США) единогласным решением судей (счёт: 80 —72 - трижды) победил опытного ветерана соотечественника Райделла Букера (26-6-1). Шоу разбил нос андердогу, и был близок к досрочной победе, но Букер за счёт опыта сумел продержаться до финального гонга.
14 января 2023 года в Вероне единогласным решением судей (счёт: 94 —96 - трижды) проиграл опытному нигерийцу Эфе Аджагбе (16-1).
22 июля 2023 года в Шони (США) досрочно техническим нокаутом в 6-м раунде проиграл опытному австралийцу Джозефу Гудоллу (9-1-1).
15 марта 2024 года в Сейнт-Чарльз (Миссури, США) одержал победу после двух подряд поражений. В первом раунде ударами по корпусу нокаутировал Брендона Джонсона (15-3, 9 КО) и уже планирует выступить 24 мая.
24 мая 2024 года в Сейнт-Чарльзе (Миссури, США) нокаутировал в 1-м раунде опытного Джейсона Бергмана (27-21-2, 18 КО)
12 апреля 2025 года в Хановере (Мэриленд, США) нокаутировал в стартовом раунде нигерийца Рафаэля Акпеджиори (18-2, 17 КО). Первым же ударом Шоу потряс нигерийца, загнал его в угол и попал двойкой "левый -правый" отправил соперника в тяжелый нокаут.

## Статистика профессиональных боёв
В таблице перечислены результаты всех поединков боксёров.
В каждой строке указан результат поединка. Дополнительно номер поединка обозначен цветом, который обозначает итог поединка. Расшифровка обозначений и цветов представлена в нижеследующей таблице.
| Пример | Расшифровка                     |
| ------ | ------------------------------- |
|        | Победа                          |
|        | Ничья                           |
|        | Поражение                       |
|        | Планируемый поединок            |
|        | Поединок признан несостоявшимся |
| КО     | Нокаут                          |
| ТКО    | Технический нокаут              |
| PTS    | Решение судей (по очкам)        |
| UD     | Единогласное решение судей      |
| MD     | Решение большинства судей       |
| SD     | Раздельное решение судей        |
| RTD    | Отказ от продолжения боя        |
| DQ     | Дисквалификация                 |
| NC     | Поединок признан несостоявшимся |

| 24 боя, 21 победа (16 нокаутом), 2 поражения, 1 несостоявшийся. | 24 боя, 21 победа (16 нокаутом), 2 поражения, 1 несостоявшийся. | 24 боя, 21 победа (16 нокаутом), 2 поражения, 1 несостоявшийся. | 24 боя, 21 победа (16 нокаутом), 2 поражения, 1 несостоявшийся. | 24 боя, 21 победа (16 нокаутом), 2 поражения, 1 несостоявшийся. | 24 боя, 21 победа (16 нокаутом), 2 поражения, 1 несостоявшийся. | 24 боя, 21 победа (16 нокаутом), 2 поражения, 1 несостоявшийся.                                                                              |
| Бой                                                             | Рекорд                                                          | Дата боя                                                        | Соперник                                                        | Место проведения боя                                            | Результат                                                       | Дополнительно |
| --------------------------------------------------------------- | --------------------------------------------------------------- | --------------------------------------------------------------- | --------------------------------------------------------------- | --------------------------------------------------------------- | --------------------------------------------------------------- | --- |
| 21                                                              | 18-2 (1)                                                        | 22 июля 2023                                                    | Джозеф Гудолл (9-1-1)                                           | Firelake Arena, Шони, Оклахома, США                             | TKO 6 (8), 2:55                                                 | |
| 20                                                              | 18-1 (1)                                                        | 14 января 2023                                                  | Эфе Аджагба (16-1)                                              | Turning Stone Resort Casino, Верона, штат Нью-Йорк, США         | UD 10 (10)                                                      | Счёт судей: 94-96 (трижды). |
| 19                                                              | 18-0 (1)                                                        | 22 ноября 2022                                                  | Райделл Букер (26-6-1)                                          | Edison Ballroom, Манхэттен, Нью-Йорк, США                       | UD 8 (8)                                                        | Счёт судей: 80-72 (трижды). |
| 18                                                              | 17-0 (1)                                                        | 15 июля 2022                                                    | Бернардо Маркес (14-4-1)                                        | Pechanga Resort & Casino, Темекьюла, Калифорния, США            | KO 1 (8), 2:35                                                  | |
| 17                                                              | 16-0 (1)                                                        | 29 января 2022                                                  | Джоуи Давейко (21-9-4)                                          | Hard Rock Hotel & Casino, Талса, Оклахома, США                  | TKO 8 (8), 1:04                                                 | |
| 16                                                              | 15-0 (1)                                                        | 27 августа 2021                                                 | Ник Дэвис (6-2)                                                 | Whitesands Events Center, Плант-Сити, Флорида, США              | KO 1 (8), 1:42                                                  | |
| 15                                                              | 14-0 (1)                                                        | 17 декабря 2020                                                 | Любомир Пинчук (12-1-1)                                         | Wild Card Boxing, Лос-Анджелес, Калифорния, США                 | UD 8 (8)                                                        | Счёт судей: 80-72 (трижды). |
| 14                                                              | 13-0 (1)                                                        | 5 декабря 2019                                                  | Грегори Корбин (15-2)                                           | Терминал 5, Нью-Йорк, штат Нью-Йорк, США                        | TKO 3 (10), 2:14                                                | |
| 13                                                              | 12-0 (1)                                                        | 29 августа 2019                                                 | Уилли Джейк мл. (8-2-1)                                         | Foxwoods Resort, Машантакет, Коннектикут, США                   | TKO 4 (8), 0:56                                                 | |
| 12                                                              | 11-0 (1)                                                        | 2 марта 2019                                                    | Донован Деннис (12-3)                                           | Центр Войновича, Колумбус, Огайо, США                           | KO 3 (8)                                                        | |
| 11                                                              | 10-0 (1)                                                        | 27 октября 2018                                                 | Аарон Чейверс (8-6-1)                                           | Lakefront Arena, Новый Орлеан, Луизиана, США                    | TKO 1 (8), 1:00                                                 | |
| 10                                                              | 9-0 (1)                                                         | 7 февраля 2018                                                  | Джоэл Коудли (7-1-1)                                            | BB King Blues Club & Grill, Нью-Йорк, штат Нью-Йорк, США        | NC 6 (6)                                                        | Счёт судей: 59-55, 60-54 (дважды). Бой прошёл всю дистанцию, но сторона Коудли опротестовала решение судей и бой был признан несостоявшимся. |
| 9                                                               | 9-0                                                             | 12 мая 2017                                                     | Крис Ренти (2-6)                                                | Heart of St. Charles Banquet Center, Сент-Чарльз, Миссури, США  | TKO 1 (4), 2:59                                                 | |
| 8                                                               | 8-0                                                             | 27 августа 2016                                                 | Джонатан Райс (4-1-1)                                           | Honda Center, Анахайм, Калифорния, США                          | UD 6 (6)                                                        | Счёт судей: 60-54 (трижды). |
| 7                                                               | 7-0                                                             | 17 мая 2016                                                     | Дэнни Келли (9-2-1)                                             | Black Bear Casino, Карлтон, Миннесота, США                      | UD 6 (6)                                                        | Счёт судей: 59-55, 60-54 (дважды). |
| Бой                                                             | Рекорд                                                          | Дата боя                                                        | Соперник                                                        | Место проведения боя                                            | Результат                                                       | Дополнительно |